# Conquista islamica della penisola iberica
La conquista islamica della Penisola iberica fu l'invasione e sottomissione del Regno visigoto in Hispania. Si svolse tra il 711 e il 718, nel ambito dell'espansione islamica, avvenuta durante l'epoca d'oro.

## L'inizio dell'invasione arabo-berbera

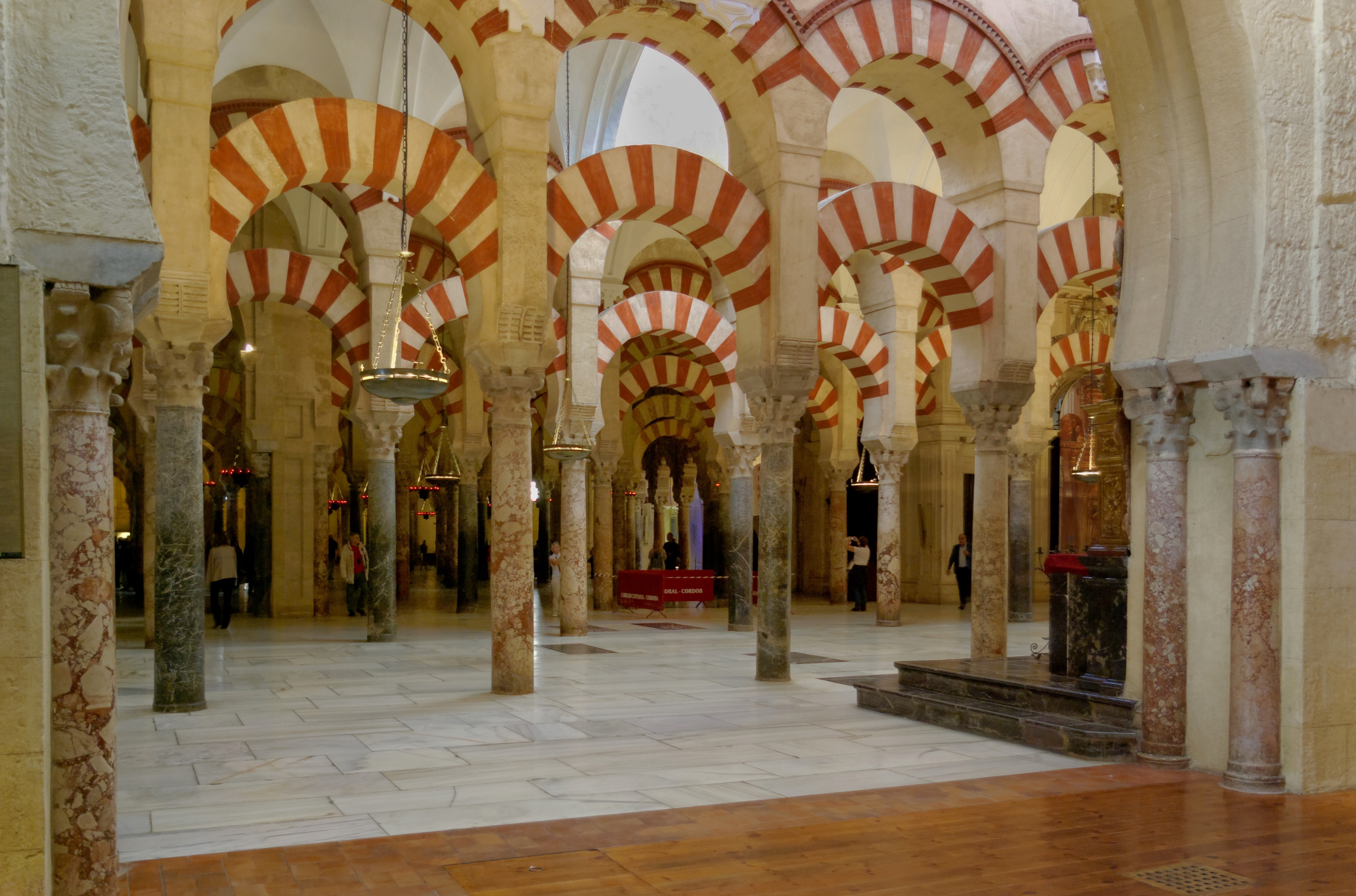
Moschea di Cordova

L'invasione musulmana della Penisola iberica iniziò nel 711, una volta conclusa la conquista militare del Nordafrica. In quel periodo a capo del Regno Visigoto stava Roderico che, dopo essere subentrato al defunto re Witiza, si trovava ad affrontare i figli di quest'ultimo. Venuto a sapere delle difficoltà interne del regno visigoto, nel 710 il governatore arabo Mūsà ibn Nuṣayr decise di inviare un corpo di spedizione comandato dal berbero Ṭarīf ibn Mālik, con l'obiettivo di conquistare le terre iberiche.
La tradizione vuole che abbia messo piede nel 710 sulla costa ad Algeciras, chiamata in arabo al-jazīrat al-khudrà, ovvero "la verde isola". L'esito positivo della spedizione avrebbe spinto allora Mūsà ad inviare, nella primavera del 711, una seconda spedizione, più grande della precedente e guidata dal berbero (o persiano) Ṭāriq b. Ziyād, che di Mūsà era mawlā e che era governatore di Tangeri. Dopo aver preso la città di Algeciras, Ṭāriq ottenne altri rinforzi e sconfisse Don Rodrigo nella battaglia del Guadalete (o del rio Barbate).

## L'avanzata dei musulmani
La sconfitta di Don Rodrigo permise ai musulmani di avanzare nella Betica: entro il mese di ottobre cadde la città di Cordova, mentre Granada e Malaga si consegnarono spontaneamente al nemico. Persino Toledo, capitale del regno visigoto, si arrese senza combattere. Ciò permise a Ṭāriq di avanzare fino a Guadalajara e Amaya. Durante l'avanzata, i mori riuscirono ad accumulare un grande bottino e ad ottenere l'appoggio dei sostenitori dei figli di Witiza.
Di fronte a tali successi, nel 711 lo stesso Mūsà decise di attraversare lo stretto di Gibilterra a capo di un grande esercito.
Sembra probabile che Mūsà intendesse la spedizione come un salvataggio per rendere sicura la strada fra Toledo e lo Stretto. La strada esigeva che venisse assicurato il possesso della zona dello Stretto, la comarca di Cordoba e la via fino a Toledo, con le retroguardie di Siviglia e Mérida, da dove poteva sopraggiungere il pericolo.
L'avanzata di Mūsà si rivelò più facile del previsto: le città di Medina-Sidonia, Carmona e Siviglia aprirono le porte al nemico senza opporre resistenza, probabilmente perché esse erano già state abbandonate dagli uomini di Rodrigo o erano controllate dai sostenitori dei figli di Witiza.
Le truppe di Rodrigo si rifugiarono poi nella città di Mérida, che resistette per sedici mesi all'assedio di Musa prima di capitolare il 30 giugno del 713. Nel frattempo, altri territori vennero occupati dagli invasori, specie nel sud-est, come per esempio la zona di Murcia, allora governata dal nobile visigoto Teodomiro e presa da ‘Abd al-‘Azīz, figlio di Mūsà.
In quel momento i musulmani dominavano la Betica ma non una parte della Lusitania, parte della regione Cartaginese e la Tarragonese Occidentale.
Con tutta probabilità, durante l'assedio di Mérida, Mūsà stipulò un accordo con i nobili goti delle altre città, garantendo loro il mantenimento dei loro poteri, dei loro beni e della loro religione in cambio del riconoscimento dell'autorità del Califfo. I nobili goti si impegnavano inoltre ad essere fedeli al Wālī di al-Andalus e a pagare un tributo annuale per ogni loro suddito di religione cristiana. Tali accordi vennero estesi anche ai signori locali che, pur non possedendo il titolo di conte, governavano di fatto vasti territori dove non si trovavano città di una certa importanza e ad alcuni duchi, ai quali passavano le proprietà dei sostenitori di Rodrigo. Inoltre, una parte delle terre, molto vaste, dei sovrani visigoti passò a coloro i quali parteciparono alla spedizione di conquista (un quinto di tali possedimenti spettava al Califfo stesso). Mūsà non apportò molte modifiche al sistema delle imposte, che gli venivano versate in qualità di wālī, stabilendo però che un quinto dei tributi dovevano essere poi trasferiti al Califfo. Gli accordi finirono col migliorare la posizione della nobiltà visigota che, oltre a mantenere i suoi possedimenti, riusciva ad evitare qualsiasi tipo di imposta.
Dopo la capitolazione di Mérida, Mūsà e Ṭāriq si incontrarono presso Talavera, da dove avanzarono verso nord. Nella primavera del 714 i due giunsero a Saragozza, con Ṭāriq che si portò poi a Soria e Palencia, penetrando nelle Asturie fino a Gijón. Vennero poi occupate Logroño, León e Astorga, portando così i confini dei territori occupati fino alla valle dell'Ebro. Nell'inverno dello stesso anno, Ṭāriq e Mūsà furono richiamati a Damasco dal Califfo, mentre ‘Abd al-‘Azīz si stabilì in veste di wālī a Siviglia, facendone la capitale di al-Andalus. Sotto la sua guida fu poi completata la conquista delle zone orientali della penisola iberica, mentre venne consolidato il dominio di città come Évora, Santarém e Coimbra.

## La fine dell'avanzata musulmana
Nel 716 l'assassinio di ‘Abd al-‘Azīz aprì un periodo di turbolenze che si protrasse per circa quarant'anni. Nello stesso anno, la capitale venne trasferita a Cordova. Nel 719 capitolarono le città di Pamplona, Huesca e Barcellona, spingendo molti dei Goti che abitavano queste terre a cercare rifugio a Narbona oppure sulle montagne della Cantabria e dei Pirenei. Sebbene Narbona fosse stata presa nel 720, i musulmani non riuscirono poi a penetrare molto più a fondo nel regno franco. Le spedizioni musulmane in Francia proseguirono fino al 732, anno in cui i musulmani vennero definitivamente bloccati in seguito alla battaglia di Poitiers (presso Tours).
Gli scontri interni ad al-Andalus favorirono il verificarsi di un'insurrezione lungo la costa cantabrica che portò, nel 722, alla vittoria del goto Pelagio nella battaglia di Covadonga (dopo una prima infruttuosa ribellione, del 718). Tale episodio rappresentò così la premessa per la formazione del regno cristiano delle Asturie e, più tardi, di altre entità politiche nella zona orientale.